# دانیل الفی
دانیل الفی (انگلیسی: Daniel Alfei؛ زادهٔ ۲۳ فوریهٔ ۱۹۹۲) بازیکن فوتبال اهل بریتانیا است.
از باشگاه‌هایی که در آن بازی کرده‌است می‌توان به باشگاه فوتبال سوانزی سیتی، باشگاه فوتبال رکسهام، باشگاه فوتبال نورث‌همپتون تاون، باشگاه فوتبال منزفیلد تاون، و باشگاه فوتبال پورتسموث اشاره کرد.
وی همچنین در تیم‌های ملی فوتبال Wales national under-17 football team, Wales national under-19 football team، و زیر ۲۱ سال ولز بازی کرده‌است.